# 理性预期
理性预期（英語：Rational Expectations），或者叫做理性预期假说（英語：Rational Expectation Hypothesis），一個經濟學的假說，人們针对某个经济现象（例如市场价格）进行的预期，是理性的。他们会最大限度的充分利用所得到的信息来作出行动而不会犯系统性的错误，所有的錯誤都會是隨機的。一般來說，人的理性預期會等於統計上的期望值。
這是由理性選擇理論所導出的應用，經常被應用於總體經濟學與賽局理論上。理性预期最早是由約翰·穆斯（Muth，1961）针对适应性预期（Adaptive expectations）中的非最优特性而提出的。經由小罗伯特·卢卡斯 （Robert Emerson  Lucas , Jr.）的推廣，而廣為人知。

## 理論內容
理性預期理論中，將理性預期，定義為是在使用所有可以得到的資訊後，對未來做出的最佳猜測。因此，它假設，在進行最佳預測之後的結果，與市場均衡結果之間，不會出現系統性的差異。它假定人們是理性的，在預測未來時，會採用最佳預測，不會犯下系統性的錯誤。因此，理性預期的結果，與市場均衡結果之間，不會出現系統性或是可預測的偏差。在經濟模型上，理性預期通常會假定，一個單一變數的期望值，將會等於由經濟模型預測出的期望值。
舉例來說，假設在一個簡化後的市場中，由供給與需求曲線決定的均衡價格為 P。理性預期理論認為，人類會使用所有可得的資訊來決定出最佳預測，理性預期下的價格為{\displaystyle P^{*}}。因為市場上可能出現在預期形成時無法預知的狀況與資訊，因此市場價格可能會偏離理性預期價格，但是這個偏離的值，會是隨機的。因此，可以寫出這個數學式：
{\displaystyle P=P^{*}+\epsilon }
在這邊，{\displaystyle \epsilon }是一個隨機變量，代表發生錯誤的可能性是隨機的。因為{\displaystyle \epsilon }與理性預期價格{\displaystyle P^{*}}之間是獨立的，因此，均衡價格P的期望值，將會等於{\displaystyle P^{*}}。也就是：
{\displaystyle E[P]=P^{*}}
理性預期，是效率市場假說的基礎。

## 數學模型範例
假设在时间点{\displaystyle t}，基于信息集{\displaystyle \Omega _{t}}对下一期随机变量{\displaystyle x_{t+1}}进行预期。最优性采用最小化{\displaystyle \Omega _{t}}的条件平均二乘法误差为基准。形式上，如果{\displaystyle x^{*}}是最优的理性预期的话,必然地已最小化下面的损失函数，
{\displaystyle E[(x_{t+1}-x^{*})^{2}|\Omega _{t}]}。
对其进行简单的整理，
{\displaystyle E[(x_{t+1}-x^{*})^{2}|\Omega _{t}]}
{\displaystyle =E[(x_{t+1}-{\bar {x}}_{t+1}+{\bar {x}}_{t+1}-x^{*})^{2}|\Omega _{t}]}
{\displaystyle =E[(x_{t+1}-{\bar {x}}_{t+1})^{2}|\Omega _{t}]+2({\bar {x}}_{t+1}-x^{*})E[(x_{t+1}-{\bar {x}}_{t+1})|\Omega _{t}]+E[({\bar {x}}_{t+1}-x^{*})^{2}|\Omega _{t}]}
{\displaystyle =E[(x_{t+1}-{\bar {x}}_{t+1})^{2}|\Omega _{t}]+({\bar {x}}_{t+1}-x^{*})^{2}}，
该式子的左边被{\displaystyle x^{*}}最小化,等号右边也必然被其最小化。由于第一项与预期{\displaystyle x^{*}}无关,因此，第二项被最小化的充分必要条件是等于零，这意味着，
{\displaystyle {\bar {x}}_{t+1}=x^{*}}。
由此，所谓理性预期，即给定模型的变量等于其条件期待。这里假设了仅对下一期{\displaystyle t+1}的预期，事实上，这对{\displaystyle t+j}，{\displaystyle \forall j\in \mathbb {N} } 都成立。

## 相关文献
Muth, John A., 1961, ``Rational Expectations and the Theory of Price Movements". Econometrica 29: 315-35.